# Шападан-ду-Сул
Шападан-ду-Сул (порт. Chapadão do Sul) — муниципалитет в Бразилии, входит в штат Мату-Гросу-ду-Сул. Составная часть мезорегиона Восток штата Мату-Гроссу-ду-Сул. Входит в экономико-статистический микрорегион Касиландия. Население составляет 16 102 человека на 2006 год. Занимает площадь 3850,693 км². Плотность населения — 4,2 чел./км².

## История
Город основан 23 октября 1987 года.

## Статистика
- Валовой внутренний продукт на 2003 год составляет 354 824 763,00 реалов (данные: Бразильский институт географии и статистики).
- Валовой внутренний продукт на душу населения на 2003 год составляет 25 229,29 реалов (данные: Бразильский институт географии и статистики).
- Индекс развития человеческого потенциала на 2000 год составляет 0,826 (данные: Программа развития ООН).